# Crioceratites
Crioceratites is een uitgestorven geslacht van mollusken, dat leefde tijdens het Vroeg-Krijt.

## Beschrijving
Deze ammoniet had een evolute schelp met een afgeronde buikzijde en snel in omvang toenemende windingen, die elkaar echter niet raakten. Stevige geknobbelde ribben werden telkens afgewisseld door twee of drie dunnere knobbelloze ribben. De diameter van de schelp bedroeg ongeveer 10 cm.

## Leefwijze
Dit geslacht bewoonde tamelijk diepe zeeën en was een vrij goede zwemmer.